# Os Durans

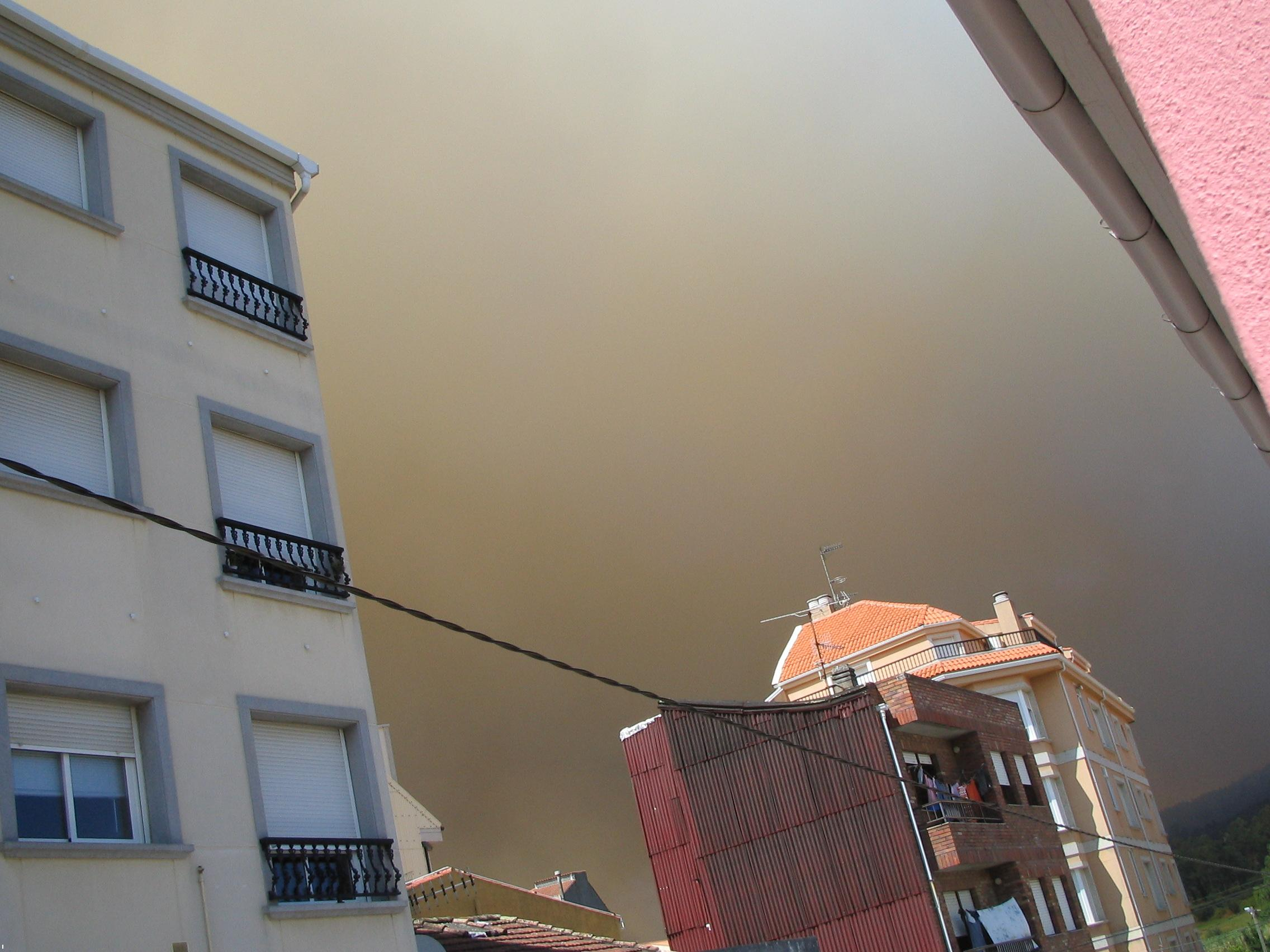
Edificios y humo en la Oleada de incendios forestales en Galicia 2006.

Os Durans es un barrio de la zona oeste de Villagarcía de Arosa, se encuentra cerca del centro, sus pisos más altos tienen entre 4 y 5 plantas, está comunicado por varias calles con el resto de la localidad de Villagarcía de Arousa, la del ayuntamiento, una plaza, la de Juan XXIII, y la de la Residencia de ancianos de Villagarcía de Arousa. conocida como asilo de ancians de Vilagarcía en la calle Ramón López Piñeiro.
Las principales calles son:
- Rua Aquilino Iglesias Alvariño (Calle Aquilino Iglesias Alvariño)
- Rua Dos Durans (Calle de los Duranes)
- Rua Ramón Otero Pedraio (Calle Ramón Otero Pedrayo)
- Rua Curros Enríquez (Calle Curros Enríquez)
- Rua Vilar Ponte (Calle Vilar Ponte)
- Travesía Marxións (Travesía Marsión)
- Rua Marxións (Calle Marsión)
- Rua Eduardo Pondal (Calle Eduardo Pondal)
- Rua Pascual Veiga (Calle Pascual Veiga)
- Rua Pablo Iglesias (Calle Pablo Iglesias)
- Avenida de López Ballesteros:

Es la calle con más tráfico de todo los Durans porque es la salida a Porto, es decir, carretera a Porto, sale de Villagarcía localidad rumbo a las aldeas del municipio.
En cuanto a transporte tan solo hay una estación de autobuses en la avenida López Ballesteros, y la Estación de RENFE en el barrio de la Escardia a escasos metros de Os Durans.
Es el único colegio de la zona, y se encuentra en la calle Ramón López Piñeiro, es decir entre el barrio de A Escardia y Os Durans.
- Datos: Q6053703